# نايجل باول تايلور
نايجل باول تايلور (بالإنجليزية: Nigel Paul Taylor)‏ هو عالم نبات بريطاني، ولد في 1956.